# HZPC Holland
HZPC Holland BV ist ein niederländisches Kartoffelzucht- und Vermarktungsunternehmen. 

## Unternehmenszahlen
Das 1999 gegründete Unternehmen entstand aus den Firmen Hettema und De ZPC. Das Unternehmen macht rund 225 Millionen Euro Umsatz, der Absatz von Pflanzkartoffeln liegt bei rund 500.000 Tonnen jährlich. Der Pflanzgutanbau findet auf rund 18.500 Hektar statt, es werden rund 200 Mitarbeiter beschäftigt. Zudem vermarktet HZPC rund 220.000 Tonnen Speisekartoffeln im Jahr. Unternehmenssitz ist der Ort Mitselwier in Friesland.

## Produkte
Die in Deutschland bekanntesten Sorten sind Annabelle und Felsina. Auffallend sind die ungewöhnlich gestalteten Verpackungen bei Speisekartoffeln. HZPC unterscheidet Speisekartoffeln insbesondere nach Geschmacksrichtungen und kennzeichnet diese durch unterschiedliche Farbgebung der Verpackungen.

## Mitgliedschaften
HZPC Holland BV ist Mitglied der European Seed Association.